# Boa Aldeia, Farminhão e Torredeita
Boa Aldeia, Farminhão e Torredeita (oficialmente: União das Freguesias de Boa Aldeia, Farminhão e Torredeita) é uma freguesia portuguesa do município de Viseu, com 35,13 km² de área e 2356 habitantes (censo de 2021). A sua densidade populacional é 67,1 hab./km².

## História
Foi constituída em 2013, no âmbito de uma reforma administrativa nacional, pela agregação das antigas freguesias de Boa Aldeia, Farminhão e Torredeita.
Após a fusão, os autarcas da nova freguesia tentaram manter a proximidade com a população, mantendo abertos os edifícios das três antigas juntas de freguesia. A fusão "não trouxe benefícios", segundo disse o Presidente da Junta de Freguesia em finais de 2018. Em outubro de 2018, a Assembleia de Freguesia de Boaldeia, Farminhão e Torredeita fez uma reunião extraordinária no auditório da Escola Profissional de Torredeita para discutir uma moção a favor da dissolução da união de freguesias e da restauração das três antigas freguesias. A moção foi aprovada por unanimidade, decisão que foi aplaudida pelo público presente na reunião.

## Demografia
A população registada nos censos foi:
| Distribuição da População por Grupos Etários | Distribuição da População por Grupos Etários | Distribuição da População por Grupos Etários | Distribuição da População por Grupos Etários | Distribuição da População por Grupos Etários | Distribuição da População por Grupos Etários |
| -------------------------------------------- | -------------------------------------------- | -------------------------------------------- | -------------------------------------------- | -------------------------------------------- | -------------------------------------------- |
| Antes da agregação                           |                                              |                                              |                                              |                                              |                                              |
| Ano                                          | 0-14 anos                                    | 15-24 anos                                   | 25-64 anos                                   | >= 65 anos                                   | Total                                        |
| 2001                                         | 362                                          | 410                                          | 1352                                         | 703                                          | 2827                                         |
| 2011                                         | 317                                          | 308                                          | 1361                                         | 837                                          | 2823                                         |
| Após a agregação                             |                                              |                                              |                                              |                                              |                                              |
| Ano                                          | 0-14 anos                                    | 15-24 anos                                   | 25-64 anos                                   | >= 65 anos                                   | Total                                        |
| 2021                                         | 210                                          | 202                                          | 1073                                         | 871                                          | 2356                                         |

## Património
- Capela de Real;
- Capela de São João, no Casal de Escouras;
- Capela de São Pedro, em Rontar;
- Capela de São Romão, em Vila Chã;
- Capela de Santa Bárbara;
- Capela de Santa Marinha, de Magarelas;
- Capela de Santo André;
- Capela de Santo António;
- Capela de Santo António, da Várzea;
- Capela de Santo Estevão, de Escouras;
- Capela da Senhora do Livramento;
- Capela de Nossa Senhora do Livramento;
- Capela de Nossa Senhora do Ribeiro;
- Capela do Outeiro;
- Igreja Paroquial de Boa Aldeia;
- Igreja Paroquial de Farminhão;
- Igreja Paroquial na Póvoa da Igreja;
- Ecomuseu Torredeita